# المجمع الجزائري للغة العربية
المجمع الجزائري للغة العربية هيئة ذات طابع علمي وثقافي، ويتمتع بالشخصية المعنوية، والاستقلال المالي، تحت وصاية رئاسة الجمهورية. مقره في مدينة الجزائر.
تأسس أواسط الثمانينات من القرن الماضي بموجب القانون رقم 86-10 مؤرّخ في 13 ذي الحجة عام 1406 الموافق 19 أغسطس سنة 1986م بهدف خدمة اللغة العربية وتأكيدا على ما جاء في الدستور الجزائري أن اللغة العربية لغة وطنية رسمية ومعلم من معالم هوية الدولة الجزائرية.

## نبذة تاريخية
أنشئ المجمع الجزائري للغة العربية بموجب القانون تحت رقم 86-10 مؤرّخ في 13 ذي الحجة عام 1406 الموافق 19 أغسطس سنة 1986م، والمجمع هيئة ذات طابع علمي وثقافي، ويتمتع بالشخصية المعنوية، والاستقلال المالي، موضوع تحت الرعاية السامية للسيد رئيس الجمهورية، وتحت وصاية رئاسة الجمهورية. ويكون مقره في مدينة الجزائر.
وفي سنة 1999 م، عُين التيجاني هدام رئيسا للمجمع، إلا إنه -بسبب مرض عضال- لم يتمكن من أداء مهامه على أكمل وجه، وتوفي سنة 2000 أي بعد تعيينه بسنة. وفي سنة 2001 م عين رئيس الجمهورية أستاذ اللسانيات الدكتور عبد الرحمن الحاج صالح رئيسًا للمجمع، وظل على رأس المجمع 16 سنة إلى وفاته سنة 2017م، وكان المجمع الجزائري للغة العربية سباقًا لتحقيق وإنجاز مشروع "مشروع الذخيرة اللغوية العربية". وفي 1 فبراير 2023م نُصب الدكتور الشريف مريبعي رئيسا للمجمع.

## أهداف المجمع
يهدف المجمع إلى:
- خدمة اللغة العربية، بالسعي لإثرائها وتنميتها وتطويرها.[7]
- المحافظة على سلامة اللغة الوطنية، والسهر على مواكبتها للعصر.[7]
- المساهمة في إشعاع اللغة العربية، باعتبارها أداة إبداع في الآداب والفنون والعلوم.
- إحياء استعمال المصطلحات الموجودة في التراث العربي الإسلامي.
- اعتماد المصطلحات الجديدة التي أقرها اتحاد مجامع اللغة العربية، والتي يقرها في المستقبل.
- نحت مصطلحات جديدة بالقياس والاشتقاق.
- ترجمة وتعريب المصطلحات.
- نشر جميع المصطلحات في أوساط الأجهزة التربوية والتكوينية والتعليمية والإدارية.
- وضع قاموس حديث شامل للمصطلحات العلمية والتقنية في مختلف المجالات.
- نشر الدراسات والبحوث المتعلقة باللغة العربية، وآدابها، وفنونها، وتراثها، ومستجداتها.
- تشجيع التأليف والترجمة والنشر باللغة العربية في جميع الميادين.
- إصدار مجلة دورية ينشر فيها إنتاج المجمع من مصطلحات وبحوث ودراسات.
- عقد المؤتمرات والندوات العلمية.
- المشاركة في اللقاءات والندوات والمؤتمرات الدولية.
- ربط صلات التعاون والتنسيق مع المجامع والهيئات اللغوية المماثلة في البلدان العربية والعالم الإسلامي.
- الإشراف العلمي على مشاريع وطنية وقومية تخص اللغة العربية، كمشروع الذخيرة اللغوية، ودعمها بكل الوسائل المادية والبشرية وغيرها.

## هيكلة المجمع
- أعضاء دائمون لا يتجاوز عددهم 30 عضوًا.
- أعضاء مراسلون.
- أعضاء شرف.

### مجلس المجمع
ويتكون من جميع الأعضاء الدائمين

### المكتب التنفيذي
ينتخب المكتب التنفيذي من بين الأعضاء الدائمين بأغلبية الثلثين، ويتجدد انتخابه كل أربع سنوات.
يتكون المكتب من رئيس المجمع، ونائبين له، وكاتب عام، وكاتب عام مساعد، ويكون مسؤولا أمام المجلس.

### لجان المجمع
- يحدد النظام الداخلي للمجمع عدد اللجان، وكيفية تسييرها.
- تكون لجان المجمع دائمة أو مؤقتة، وتتكون من الأعضاء الدائمين والمراسلين.

## نشاطات المجمع
- 2001: ندوة تأسيسية، في الجزائر، وفي هذه الندوة تم إنشاء لجنة دولية للإشراف على مشروع الذخيرة العربية.
- 2001: ندوة علمية حول " حوسبة البنوك النصية، بالتطبيق على مشروع الذخيرة اللغوية العربية" الجزائر 3- 4 نوفمبر 2001م.
- 2005: المؤتمر الدولي الثاني حول "هندسة العربية وهندسة اللغة" الجزائر- 27- 28 يونيو 2005م.
- 2006 الملتقى الوطني الرابع للذخيرة العربية- جامعة باجي مختار- 09- 10 مايو 2006م.
- 2007 :اجتماع استثنائي تقييمي لمجلس الهيئة العليا للذخيرة العربية، في مسقط بسلطنة عمان، بتاريخ 11- 12 فبراير 2007م.
- 2007: الاجتماع الثاني للهيئة العليا للذخيرة، بتاريخ 11- 12 فبراير 2007م.
- 2006: الاجتماع الثاني التأسيسي للهيئة العليا للذخيرة، بالجزائر- إقامة الميثاق- في 14- 15 يونيو 2006م.
- 2008: الاجتماع الثالث، في مدينة العين 13- 14 فبراير 2008م.
- 2009: الاجتماع الرابع لمؤسسة الذخيرة العربية ، بالجزائر في 17 فبراير 2009م للنظر في تنفيذ القرار الصادر عن مجلس الجامعة العربية على مستوى وزارة الخارجية.
- 2009: المؤتمر الوطني حول "تعليم اللغات في الجزائر، ووسائل ترقيته" 02- 04 نوفمبر 2009م.
- 2009: اجتماع بنادي الجيش بالجزائر -تحت إشراف جامعة الدول العربية- بغرض التنصيب الرسمي لمجلس مؤسسة الذخيرة، والتوقيع على اتفاقية المقر، ثم التوقيع على تعيين المدير العام للمؤسسة، وعرض الأعضاء، في 27- 28 يونيو 2009م.
- 2011: اجتماع الندوة الوطنية للذخيرة العربية، بتاريخ 18 سبتمبر 2011م بقصر الأمم- نادي الصنوبر- تمت فيه الموافقة على رئيس اللجنة الوطنية وأعضائها، والتي تتكون من اثني عشر عضوا.
- 2014: الاجتماع السادس للهيئة العليا للذخيرة العربية، بالجزائر، بتاريخ 17- 18 يونيو 2014م لعرض مراحل المشروع، والنتائج المحققة، والصعوبات التي يواجهها، بالإضافة إلى انتخاب المدير العام للهيئة لفترة جديدة مدتها أربع سنوات.
- 2016: الندوة الوطنية “ازدهار اللغة العربية، بين الماضي والحاضر” يومي 15 و16 مايو 2016.[9]
- 2017: ندوة في 2- 3 / 1/ 2017م بنادي الجيش– الجزائر- الهدف منها إنجاز البوابة الجزائرية الرقمية للذخيرة العربية، والتي يتم تمويله من طرف وزارة البريد والمواصلات السلكية واللاسلكية وتكنولوجيات الرقمنة.

## مكتبة المجمع
تضم المكتبة ما يفوق عشرة آلاف كتاب، جلها باللغة العربية، كما تحتوي على مجموعات باللغات الأجنبية، وضعت في متناول الباحثين والدارسين المهتمين باللغة العربية. وتعتمد المكتبة في تسييرها نظاما خاصا ببرمجيات تسيير المكتبات والتوثيق (SYNGEB) نابع عن مركز البحث في المعلومة العلمية والتقنية (CERIST) –الجزائر.

## وحدة البحث في علوم اللسان
أُسست وحدة البحث في علوم اللسان؛ تنفيذا للقرار وزاري مشترك مؤرّخ في 19 محرّم عام 1434 الموافق 3 ديسمبر سنة 2012, يتضمّن إنشاء وحدة البحث في علوم اللسان لدى المجمع الجزائريّ للّغة العربيّة.، وقد صدر في العدد 22 من الجريدة الرسمية للجمهورية الجزائرية بتاريخ: 14 جمادى الثانية 1434هـ = 25/ 4/ 2013م، وهو يتضمن إنشاء وحدة بحث في علوم اللسان لدى المجمع الجزائري للغة العربية، وتحديد تنظيمها الداخلي وكيفيات سيرها.

### فرقة التعريف الآلي للغة العربية
الفرقة هي جزء من هذا المكون البحثي، ويتكون من تصميم نظام تفاعلي للمساعدة في تعلم اللغة العربية، مما يسمح بالحصول على النطق الصحيح وإتقان المفردات، المكرس في البداية للطلاب الذين بدأوا في تعلم اللغة العربية، أولئك الذين لديهم صعوبة في نطق بعض الحروف أو كلمات اللغة، وأيضا لأولئك الذين ليست العربية لغتهم الأم.

### فرقة المفردات
تأسست فرقة المفردات في مايو2015م، ومهامها هي العمل على تجديد الرصيد اللّغوي الوظيفي القديم المنشأ سنة 1975م وإعادة النظر فيه ضمن مشروع " تجديد الرصيد اللّغوي الوظيفي للمرحلة الابتدائية" بعد أن لوحظ وجود فراغ لّغوي يعاني منه الطفل العربي، ويرجع ذلك إلى كثرة الألفاظ الحضارية الوافدة من كل جهة، وعدم دخولها في الاستعمال الحقيقي للّغة العربيّة، إضافة إلى التّضخم الكبير في عدد المفردات التي قد لا يحتاجها الطفل في سن معينة.

### فرقة البحث في الذخيرة العربية
تأسست الفرقة طبقا للقرار الوزاري المشترك المؤرخ في 13 محرم 1434هـ = 3 / 12/ سنة2012م. المتضمن إنشاء وحدة بحث في علوم اللسان لدى المجمع الجزائري للّغة العربية، وكذا من خلال المادة (3) المتضمّنة المهام المحدّدة للوحدة في المادة (6) من المرسوم التنفيذي رقم (99- 257) المؤرخ في 8 شعبان 1420هـ = 10 نوفمبر 1999م. وأيضا من خلال المادة (4) المتضمنة تشكيلة وحدة البحث. وهي تشتغل أساسا على مشروع: "الأسس النّظرية والتّطبيقيّة لتطوير وتفعيل أداء الذّخيرة العربيّة".